# Aerenea tuberculata
Aerenea tuberculata là một loài bọ cánh cứng trong họ Cerambycidae.